# Pattinappalai
| Sangam-Literatur |
| --- |
| Ettuttogai („acht Anthologien“) |
| - Natrinai - Kurundogai - Aingurunuru - Paditruppattu - Paripadal - Kalittogai - Agananuru - Purananuru                                                                             |
| Pattuppattu („zehn Gesänge“) |
| - Tirumurugatruppadai - Porunaratruppadai - Sirupanatruppadai - Perumbanatruppadai - Mullaippattu - Maduraikkanchi - Nedunalvadai - Kurinchippattu - Pattinappalai - Malaipadukadam |

Das Pattinappalai (பட்டினப்பாலை Paṭṭiṉappālai [ˈpaʈːɨnəpːaːlɛi̯] „Die Stadt und die Wüste“) ist ein Werk der alttamilischen Sangam-Literatur. Es handelt sich um ein längeres Einzelgedicht in einer Mischform der Genres der Liebes- und Heldendichtung (agam und puram). Innerhalb der Sangam-Literatur gehört es zur Gruppe der „zehn Gesänge“ (Pattuppattu).
Das Pattinappalai hat eine Länge von 301 Zeilen und ist in den Versmaßen Vanchi und Agaval verfasst. Es wird dem Autor Uruttirangannanar zugeschrieben, der auch das Perumbanatruppadai verfasst haben soll. Der Text ist in einer Mischform der Genres der Liebes- und Heldendichtung (agam und puram) verfasst. Das Gedicht handelt von einem Liebenden, der im Begriff steht, nach Kaverippattinam, die Hauptstadt des Chola-Königs Karikala zu gehen, es aber nicht übers Herz bringt, seine Geliebte allein zurückzulassen. Dies ist eines konventionelles Thema der alttamilischen Liebesdichtung, die mit der Wüste (palai), einer der „fünf Landschaften“ des Agam-Genres assoziiert wird. Das Liebeselement nimmt aber nur 5 von 301 Zeilen ein. Die restlichen 296 Zeilen preisen dagegen den Herrscher Karikala und seine Hauptstadt Kaveripattinam (das Chaberis des Claudius Ptolemäus). Dies entspricht dem Typ des Lobgedichts der Heldendichtung (puram).
Die Datierung der Sangam-Literatur ist höchst unsicher. Anhand sprachlicher und stilistischer Kriterien wird für das Pattinappalai aber ein Entstehungszeitraum im 5. Jahrhundert vorgeschlagen.